# Assoziationsverfahren
Assoziationsverfahren sind psychologische Erhebungsmethoden auf der Grundlage von Assoziation. Im Bereich der Marktforschung werden sie zur Erfassung der psychischen Dimensionen in Bezug auf ein bestimmtes Produkt eingesetzt, in der klinischen Psychologie zur Diagnostik.

## Psychologische Grundlagen
Als Assoziation wird eine gedankliche Verknüpfung verschiedener Gedächtnisinhalte bezeichnet. Die Entstehung dieser Gedankenverbindungen erfolgt dabei spontan und ungelenkt in Abhängigkeit von der Beschaffenheit der zugrundeliegenden Reize (Sinneseindrücke) und dem Prozess ihrer Wahrnehmung. Als Ergebnis mehrerer psychologischer Untersuchungen konnten diese Einflussgrößen in den sogenannten „Assoziationsgesetzen“ konkretisiert werden:
1. Kontiguitätsgesetz (Kontiguitätstheorie): Mit steigender Häufigkeit des gemeinsamen raumzeitlichen Auftretens zweier Reize und daraus resultierend auch der gemeinsamen Wahrnehmung intensiviert sich die im Gedächtnis vorhandene Verknüpfung zwischen diesen Informationen beziehungsweise wird überhaupt erst hergestellt.
2. Ähnlichkeitsgesetz: Mit zunehmender Ähnlichkeit oder Gegensätzlichkeit werden Reize verstärkt zusammenhängend gespeichert.

Ergänzend zu den Assoziationsgesetzen wird noch auf die Bedeutung des Sinnzusammenhanges zweier Erlebnisinhalte für deren gemeinsame Speicherung hingewiesen. Dabei können Informationen leichter zusammenhängend reproduziert und erinnert werden, wenn es zwischen ihnen eine inhaltliche und logische Verbindung gibt. Die Marktforschung versucht mit Hilfe der aus der psychologischen Diagnostik übernommenen und modifizierten Assoziationstests die mit einer bestimmten Marke, Produkt, Plakat usw. verbundenen Gedanken und Gefühle beim Konsumenten aufzudecken. Dabei wird von der experimentell überprüften Prämisse ausgegangen, dass die auf einen bestimmten Meinungsgegenstand geäußerten Begriffe (Assoziationen) weder zufällig sind noch situationsabhängig variieren, sondern von den vorhandenen Gedankenverbindungen determiniert werden.
Die Anwendung assoziativer Verfahren in der Marktforschung beruht jedoch zusätzlich auf weiteren impliziten Voraussetzungen:
1. Die mittels der geäußerten Assoziationen (Indikatorenfunktion) gemessenen Gedankenverbindungen wirken sich in einer konkreten Konsumsituation verhaltensbeeinflussend aus.
2. Diese Gedankenverbindungen sind zumindest in einem kurzen Zeitraum unveränderlich.
3. Dabei sind die gedanklichen Verknüpfungen den Befragten nicht unmittelbar bewusst und können deswegen nicht mittels einer direkten Befragung erfasst werden.

Allgemein sind die den assoziativen Verfahren zugrundeliegenden Annahmen nicht ohne Widerspruch geblieben und teilweise durch experimentelle Ergebnisse stark eingeschränkt worden. Dennoch haben diese Verfahren in der qualitativen Marktforschung für verschiedene Untersuchungsfelder eine große Bedeutung und werden dementsprechend häufig eingesetzt.

## Allgemeingültige Durchführungsvorschriften
Sämtliche in der Marktforschung angewandten assoziativen Methoden verwenden zumindest einen Ausgangsreiz, der mit dem zu untersuchenden Meinungsgegenstand in inhaltlicher Verbindung steht oder mit ihm identisch ist. (Ein Ausgangsreiz ist eine bewusst gewählte und der Versuchsperson vorgegebene Sinneswahrnehmung.) Die Versuchspersonen werden dabei aufgefordert, möglichst ohne längeres Überlegen spontan auf die dargebotenen Reize mit dem ersten Begriff zu antworten, der ihnen in den Sinn kommt (siehe auch Meinungsforschung).
Neben der Reihenfolge der Antworten können mittels eines Tonbandgerätes auch Zeitverzögerungen in der Reaktion auf einen Reiz aufgezeichnet werden. In Verbindung mit dem in der Testsituation beobachteten und protokollierten nonverbalen/(nichtsprachlich) Verhalten der Befragten lassen sich aus zögerlichen oder ausbleibenden Reaktionen Hinweise auf die mit einem Stimulus möglicherweise verbundenen emotionalen Hemmungen gewinnen. Der Wert dieser zusätzlichen Informationen ist jedoch umstritten, da wegen des fehlenden psychoanalytischen Ansatzes der in der Marktforschung verwendeten Tests keine inhaltliche Erklärung der individuellen Hemmungen möglich ist. So lassen sich nur bei einer über die Zufallsstreuung hinausgehenden Häufung relevante Urteile erzielen.
Bei der Verwendung mehrerer Ausgangsreize wird zur Vermeidung von systematischen Verzerrungen die Reihenfolge der Stimuli mittels eines Zufallsmechanismus bestimmt. Die später vorgelesene Liste besteht dabei zum überwiegenden Teil aus „neutralen“ Wörtern, die für die zu untersuchende Fragestellung und den damit zusammenhängenden „Schlüsselwörtern“ ohne Bedeutung sind. Damit soll der Versuchsperson der eigentliche Zweck der Untersuchung verheimlicht werden, um eine willentliche Manipulation der Antworten zu verhindern.
Zur Vermeidung einer unnötigen Aufgeregtheit und Stressbelastung der Befragten, die auch zu Antwortblockierungen führen kann, sind einige ausgewählte Verfahrensregeln vorgegeben:
1. Die Ausgangsreize sollten für den Befragten leicht verständlich sein.
2. Die Versuchsperson muss detailliert über die Anforderungen des bevorstehenden Tests informiert sein, sowie darüber, dass die Antworten nicht als „richtig“ oder „falsch“ gewertet werden.
3. Vorgabe für die Testdurchführung ist, dass die Versuchsperson sich in einer inhaltlich unvorbereiteten Situation befindet, also beispielsweise keine vorhergehende Befragung zu thematisch Ähnlichem stattfand.

Mittels dieser Durchführungsvorschriften soll eine Untersuchungssituation geschaffen werden, in der die Versuchsperson ohne Aufregung und Stress in möglichst gelöster Atmosphäre zu „wahrhaften“ Assoziationen angeregt wird. Neben ethischen Anforderungen besteht dabei die Hoffnung, von den Befragten bewusst manipulierte Äußerungen und Antwortblockierungen zu vermeiden. Eine Assoziationstechnik wird jedoch auch unter bewusster Negierung dieser Grundsätze zur Erforschung intimer und tabuisierter Sachverhalte eingesetzt.

## Assoziative Verfahren
Es gibt grundsätzlich zwei verschiedene Assoziationsverfahren:
1. Freie Assoziationsverfahren
2. Eingeschränkte Assoziationsverfahren

Dabei unterscheiden sich die Verfahren bezüglich der Strukturiertheit der Reizvorlage und der Offenheit der Antwortmöglichkeiten. Sowohl bei den freien als auch bei den eingeschränkten Assoziationsverfahren können neben verbalen grundsätzlich auch nonverbale Stimuli eingesetzt werden.

### Freie Assoziationsverfahren
In der Psychoanalyse wird häufig das Verfahren der „völlig freien Assoziation“ eingesetzt, bei dem der Befragte ohne Vorgabe eines Ausgangsreizes seine ihm in den Sinn kommenden Gedanken schildert. Für die Marktforschung ist diese Methode ohne Bedeutung, da hier im Mittelpunkt der Untersuchung die mit einem bestimmten wirtschaftlichen Objekt verbundenen Gedanken und Gefühle von Interesse sind und nicht die Persönlichkeitsstruktur der Befragten. Somit hat die Versuchsperson im Rahmen der sog. „freien Assoziation“ auf zumindest einen Ausgangsreiz mit mehreren Begriffen zu reagieren, die in der Reihenfolge ihrer Bewusstwerdung zu nennen sind. Die sich aus den sukzessiv (daher auch Bezeichnung des Verfahrens als „sukzessive Assoziation“) genannten Begriffen ergebene Assoziationskette wird vom Interviewer erst dann unterbrochen, wenn die geäußerten Wörter offensichtlich nicht mehr mit dem Ausgangsreiz in Verbindung stehen. Der Ausgangsreiz kann dabei sehr allgemein gehalten werden (z. B. „Flugzeug“) oder auf bestimmte Details beschränkt werden (z. B. „Unannehmlichkeiten beim Fliegen“). Mittels der freien Assoziationstechniken kann das gesamte Erlebnisumfeld eines Meinungsgegenstandes erfasst werden.

### Eingeschränkte Assoziationsverfahren
Häufig ist in einer Untersuchung nicht der gesamte Vorstellungshof eines bestimmten Objektes von Interesse, sondern spezifische Detailprobleme beispielsweise bezüglich der Verwendungssituation von Produkten. Die mittels einer freien Assoziation zu gewinnenden Resultate sind in der Regel für solche Aufgabenstellungen zu allgemein und unspezifisch. Aus diesem Grund werden bei den eingeschränkten Assoziationsverfahren die Antworten in ihrer Anzahl begrenzt und durch eine größere Zahl von Reizen in eine bestimmte Richtung gelenkt.

#### Wortassoziationstest
Bei der Verwendung von verbalen Reizen spricht man vom Wortassoziationsexperiment bzw. Wortassoziationstest, der zu den bekanntesten und am häufigsten verwendeten Assoziationsverfahren gehört. Erfunden wurde der Test von dem britischen Forscher Francis Galton, der 1879 die erste Studie zu Wortassoziationen veröffentlichte. 1880 standardisierte Wilhelm Wundt das Wortassoziationsexperiment. Psychologen übernahmen Galtons Idee und auch Carl Gustav Jung, der 1904 Wortassoziationsnormen erstellte, benutzte sie zur Analyse unterdrückter Emotionen. 1901 stellte Karl Marbe ein Gesetz auf, nach dem gewöhnliche Wortassoziationen schneller als ungewöhnliche zustande kommen. Im Jahr 1910 veröffentlichten die Psychiater G. H. Kent und Aaron Joshua Rosanoff mit einer ersten großangelegten Untersuchung zu den Wortassoziationen Wortassoziationsnormen für das Englische. Den Versuchspersonen wird dabei in schneller Abfolge eine Liste von 20 bis 40 Wörtern vorgelesen, zu denen jeweils nur ein Begriff, der zuerst bewusst gewordene Gedanke, geäußert werden soll. Die von den Befragten abgeforderte gesteigerte Reaktionsgeschwindigkeit der Wortassoziation soll dabei die Spontanität der Antworten und damit die Offenbarung des am engsten mit einem dargebotenen Reiz verbundenen Gedächtnisinhaltes gewährleisten.
Wortassoziationstests werden auch im Rahmen von Untersuchungen zu intimen und tabuisierten Problemstellungen angewandt. Als Schlüsselreize fungieren hier interessierende Begriffe, die der Befragte normalerweise in einem Gespräch mit einer fremden Person nicht erwähnen beziehungsweise auf die er nicht reagieren würde. Der latent in einer Untersuchungssituation aufgrund des Zeitdruckes bestehende Stress wird hier bewusst nicht durch begleitende Rahmenbedingungen gemildert, sondern als Mittel zur Gewinnung der innersten Vorstellungen und Gefühle bezüglich des interessierenden Gegenstandes benutzt.
Bei dieser Anwendung ergeben sich Probleme: In der klinischen Diagnostik, aus der diese Anwendungsmöglichkeit übernommen wurde, basiert die Durchführung weitgehend auf der Autorität des behandelnden Psychologen. Im Rahmen der Marktforschung wird ein Interviewer weniger in der Lage sein, eine ähnliche Antwortbereitschaft zu erzeugen. Der bewussten und gezielten Anwendung von Druck auf die Versuchspersonen zum Erhalt von normalerweise nicht geäußerten Antworten stehen ethische Probleme entgegen.

#### Objekt- und Bildassoziationsverfahren
Neben den Wortassoziationstests besteht die Möglichkeit zur Darbietung von nonverbalen Ausgangsreizen wie beispielsweise Plakate oder Verpackungen. Hier ist es jedoch schwieriger, die Reaktionen auf ein Wort zu beschränken. Bei den Bildassoziationsverfahren tendieren die Versuchspersonen außerdem dazu, das Objekt zu beschreiben, anstatt die damit verbundenen Gefühle und Gedanken zu äußern. Eine bekannte Form des Bildassoziationsverfahrens ist der Rorschach-Test.

#### Satzergänzungstest
Im Rahmen eines Satzergänzungstests haben die Versuchspersonen möglichst spontan und ohne längeres Überlegen vorgelesene unvollständige Sätze zu ergänzen. Die Sätze orientieren sich dabei an einem bestimmten Thema und beleuchten jeweils einen unterschiedlichen Teilaspekt. Im Vergleich zu anderen Assoziationsverfahren können mit einem Satzergänzungstest die Schlüsselreize exakter formuliert und gelenkt werden außerdem wird der Assoziationsvorgang für kommunikationsgehemmte Personen erleichtert. Als Ausgangsreize fungieren vorwiegend Satzanfänge, daneben können auch Sätze mit fehlendem Mittelstück verwendet werden.
Dabei kann die Konstruktion der Satzanfänge relativ flexibel erfolgen und orientiert sich an drei Prinzipien:
1. Der Satzanfang bezieht sich direkt auf den Befragten und wird in der ersten Person formuliert, beispielsweise: „ich bin der Meinung …“.
2. Der Satzanfang bezieht sich auf eine dritte Person, dabei kann eine unpersönliche Form gewählt werden: „die Leute sind der Meinung …“ ebenso eine eher persönliche: „ihre Kollegen sind der Meinung …“.
3. Der Satzanfang ist völlig unpersönlich konstruiert: „Ansichten und Meinungen sind …“.

Daneben können die Ausgangsreize bezüglich ihrer Strukturiertheit differenziert werden (gering strukturiert: „man …“, hoch strukturiert: „in meinem Sommerurlaub sollte ich …“).
Durch differierende Formulierungen der Satzanfänge (positiv, negativ, neutral bezüglich des Untersuchungsgegenstandes) können jeweils die betreffenden Tendenzen in der Beurteilung eines Objektes näher untersucht werden. Zur Vermeidung bewusst manipulierter Antworten sollten dann zusätzlich auch Satzanfänge mit entgegengesetzter Tendenz als neutrale Reize eingebaut werden. Bei den Satzergänzungstests ist es jedoch im Vergleich zum Wortassoziationsverfahren im Allgemeinen schwieriger, den interessierenden Untersuchungsgegenstand vor den Befragten zu verbergen.

#### Impliziter Assoziationstest
Der Implizite Assoziationstest (IAT) ist ein Messverfahren in der Sozialpsychologie. Er wird verwendet, um die Stärke der Assoziationen zwischen einzelnen Elementen des Gedächtnisses zu messen. Der IAT wird am Computer durchgeführt und basiert auf der Idee, dass es Personen leichter fällt, auf assoziierte Konzepte mit derselben Antworttaste, anstatt mit einer entgegengesetzten Antworttaste zu reagieren. Der IAT wird hauptsächlich zur impliziten Messung von Einstellungen gegenüber Objekten des Selbstwerts (self-esteem), der Identität (self-identity) und der Stereotype verwendet, ist jedoch, theoretisch betrachtet, auf jegliche Gedächtnisinhalte anwendbar, sofern sie im Gedächtnis in perzeptuellem (visuellem) oder semantischem Format gespeichert sind.

#### Brainstorming
Brainstorming ist eine Methode zur Ideenfindung bei der zu vorgegebenen Themen assoziierte Gedanken festgehalten werden. Anwendung findet dieses Verfahren bevorzugt im gesamten Bereich der Werbung. Es wird aber auch in anderen Bereichen eingesetzt, zum Beispiel bei der Produktentwicklung oder beim Konstruieren neuer technischer Geräte.